# Rune Belsvik
Rune Belsvik (ur. 14 kwietnia 1956 w Haugesund) – norweski pisarz, dramaturg, autor książek dla dzieci.
Rune Belsvik z wykształcenia jest sanitariuszem. Pracował też jako pracownik biurowy. Belsvik zadebiutował w 1979 książką ...ingen drittunge lenger... (...już nie smarkacz...) podejmującą kwestie seksualności młodego człowieka. Podobnie jak tacy norwescy pisarze tworzący dla dzieci jak Klaus Hagerup, Ragnar Hovland czy Arne Berggren Belsvik adresuje swoje książki nie tylko do młodego czytelnika. Po jego pełne humoru powieści sięgają także dorośli. Kilka książek Belsvika zostało zaadaptowanych na sztuki teatralne. 

## Utwory
- '...ingen drittunge lenger... (powieść dla młodzieży), 1979
- Forteljingane mine (książka dla dzieci), 1981
- Kram snø (opowiadania), 1981
- Allslags dagar (książka dla dzieci), 1982
- Sommarjubel (książka dla dzieci), 1983
- Hærverk (sztuka teatralna), 1984
- Tjo-hei (książka dla dzieci), 1984
- Gummelum (sztuka teatralna), 1985
- Sirkushestar og kaniner (opowiadania), 1985
- Guten som blir borte (opowiadania i wiersze), 1986
- Den som kysser i vinden bles ikke bort aleine (książka dla dzieci), 1987
- Så lenge det er egg er det håp (opowiadanie), 1987
- Alle de fine jentene (powieść dla młodzieży), 1988
- Erling Andersen og halve kongeriket (sztuka teatralna), 1988
- Guten sin (powieść), 1989
- Kråkejakt (książka dla dzieci), 1989
- Eit hus fullt av mørker (książka dla dzieci), 1990
- Dustefjerten (książka dla dzieci), 1991
- Kjærleiken er eit filmtriks (powieść dla młodzieży), 1991
- Dustefjerten og det store bekketeateret (książka dla dzieci), 1992
- Dustefjerten og den store gullfiskjakta (książka dla dzieci), 1993
- Stryk meg, stryk meg (sztuka teatralna), 1993
- Utslett (powieść), 1994
- Dustefjerten og den store marsipanfesten (książka dla dzieci), 1994
- På nippet (powieść dla młodzieży), 1995
- Mellom deg og meg (listy), 1995
- Dustefjerten og den store vårdagen (książka dla dzieci), 1996
- Bak ryggen til Margrethe (opowiadania dla młodzieży), 1997
- Tønder (sztuka teatralna), 1998
- Eg kjem no, sa kjærasten min (powieść), 1999
- Den store stilige Dustefjertboka 2000
- Ein naken gut (powieść dla młodzieży), 2000
- Verdas mest forelska par (książka dla dzieci), 2001
- Dustefjerten og den store sommarferieturen (książka dla dzieci), 2003
- Over kvåsen, (sztuka teatralna), 2004
- Tøddel Blisterplytt (książka dla dzieci), 2005